# Luhy (Horní Benešov)
Luhy (německy Aue, 1869 Vorstadt Aue) jsou část města Horní Benešov v okrese Bruntál v Moravskoslezském kraji. Nachází se na severozápadě Horního Benešova. Prochází zde silnice II/459. Luhy leží v katastrálním území Horní Benešov o výměře 20,4 km².

## Obyvatelstvo
Počet obyvatel Luhů podle sčítání nebo jiných úředních záznamů:
| Rok            | 1869  | 1880  | 1890  | 1900  | 1910  | 1921 | 1930 | 1980 | 1991 | 2001 | 2011 | 2021 |
| -------------- | ----- | ----- | ----- | ----- | ----- | ---- | ---- | ---- | ---- | ---- | ---- | ---- |
| Počet obyvatel | 1 233 | 1 099 | 1 186 | 1 227 | 1 075 | —    | 820  | 345  | 329  | 321  | 290  | 315  |
| Počet domů     | 116   | 117   | 127   | 128   | 130   | 129  | 131  | 76   | 79   | 86   | 89   | 92   |

V Luzích je evidováno 100 adres, vesměs čísla popisná (trvalé objekty). Při sčítání lidu roku 2001 zde bylo napočteno 86 domů, z toho 72 trvale obydlených.

## Obecní správa
Při sčítání lidu v letech 1900–1890 Luhy byly osadou města Horní Benešov v okrese Bruntál. V následujícím období byla osada úředně zrušena a jako část města Horní Benešov byla obnovena 1. ledna 1980.

## Galerie

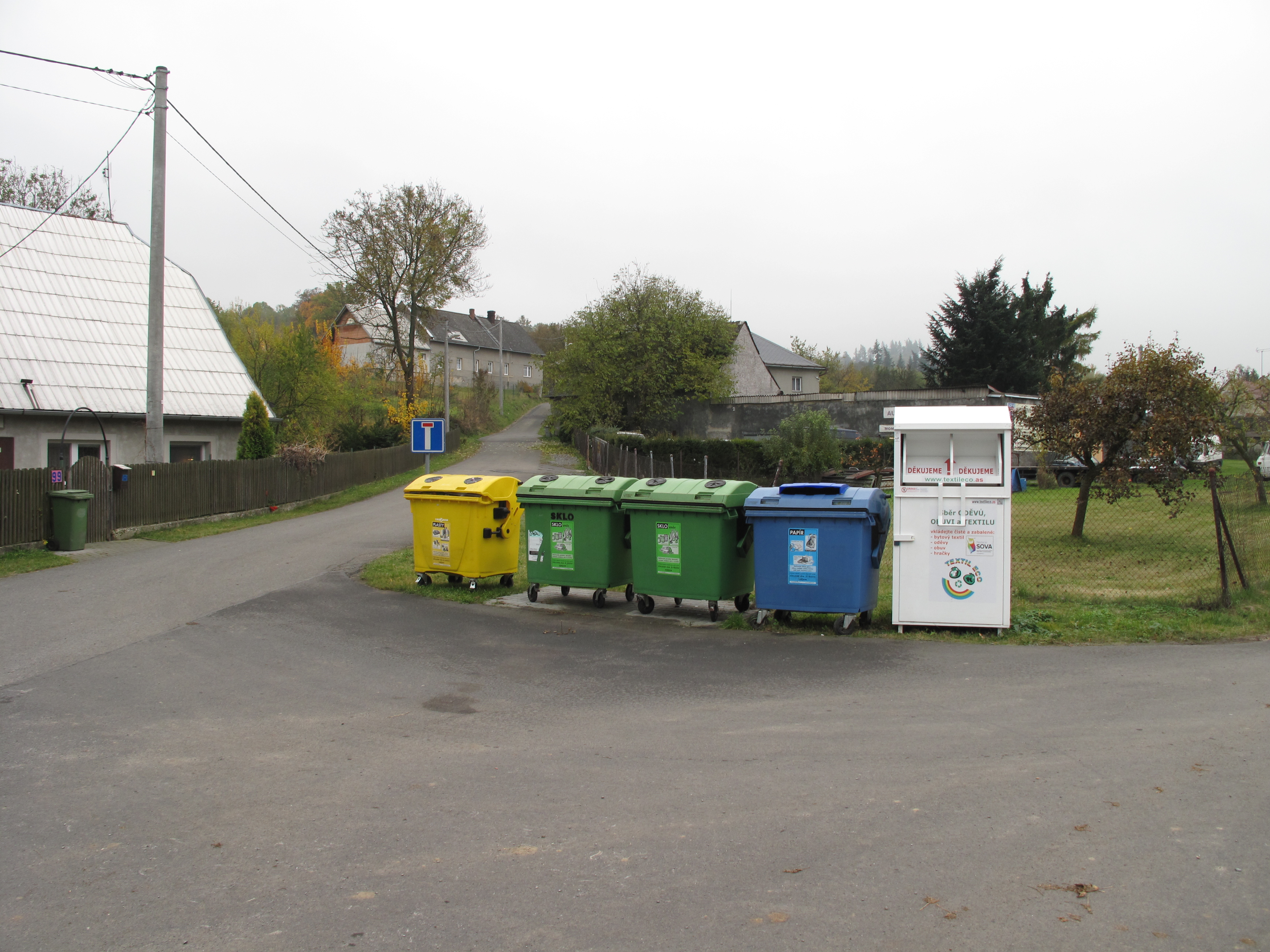
Kontajnery
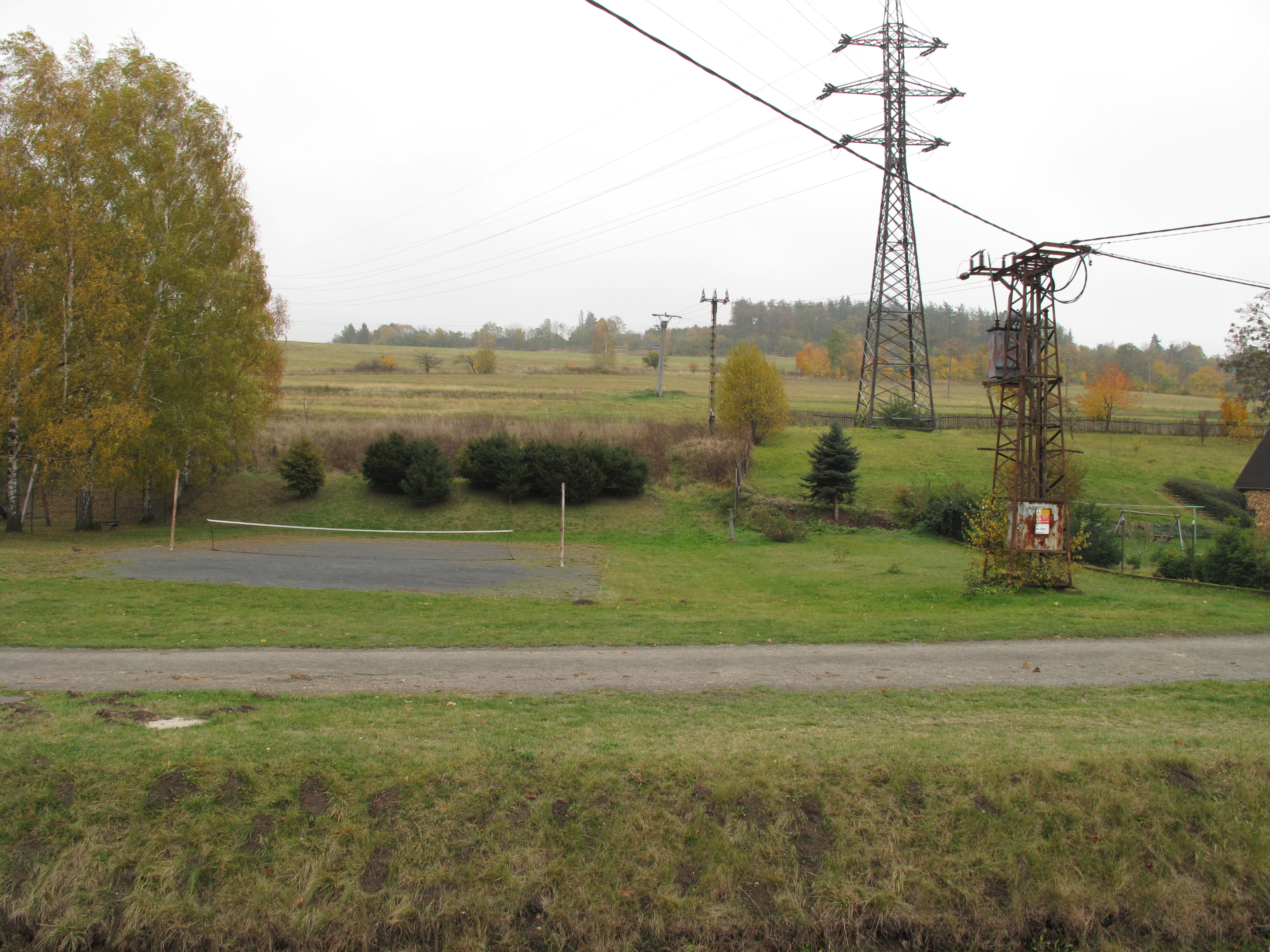
Hřiště
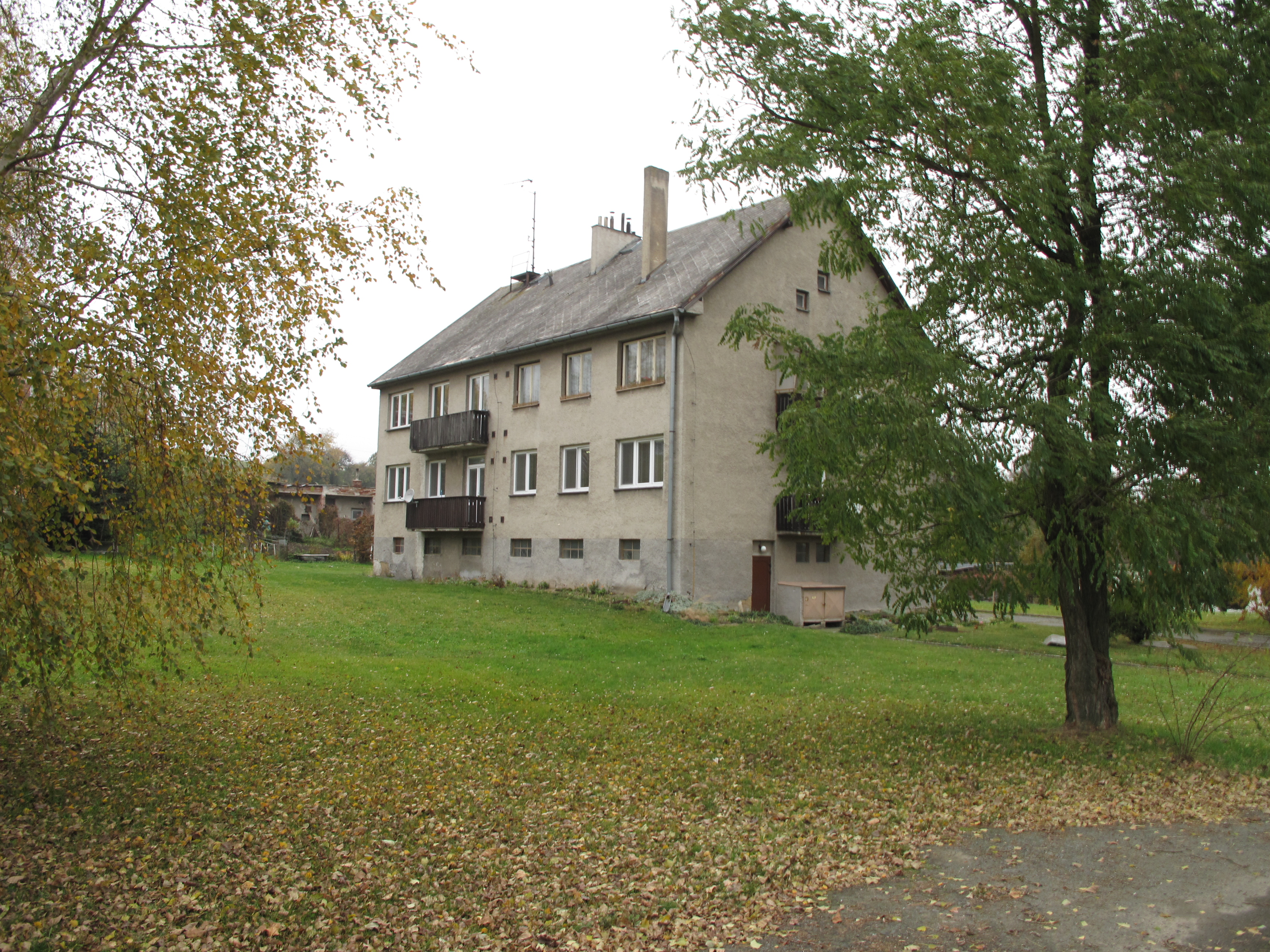
Bytovka